# Remember (T-ara)
Remember è l'ottavo EP del gruppo musicale sudcoreano T-ara, pubblicato nel 2016 dall'etichetta discografica Core Contents Media insieme a KT Music.

## Tracce
1. Tiamo
2. Hurt Only Until Today (오늘까지만 아파할 거야)
3. Farewell Movie (이별 영화)
4. Tiamo (Chinese ver.)
5. Tiamo (instrumental)

## Classifiche
| Classifica (2016) | Posizione massima |
| ----------------- | ----------------- |
| Corea del Sud     | 4                 |